# Eitel-Frédéric II de Hohenzollern-Hechingen
Titre
Prince de Hohenzollern-Hechingen
28 septembre 1623 – 11 juillet 1661
(37 ans, 9 mois et 13 jours)
Eitel Frédéric II de Hohenzollern-Hechingen, (en allemand Eitel Friedrich von Hohenzollern-Hechingen) né en janvier 1601 et mort le 11 juillet 1661 à Issenheim est le Prince régnant de Hohenzollern-Hechingen de 1623 à 1661. Il succède à son père Jean-Georges de Hohenzollern-Hechingen.

## Famille et biographie
Il est le fils aîné survivant de Jean-Georges de Hohenzollern-Hechingen (1577-1623) et de Françoise von Salm (décédée en 1619). Conformément à la volonté paternelle, il reçoit une éducation soignée et une instruction complète qui le conduit à suivre les cours dispensés par les universités de Vienne et d'Ingolstadt. Il commence sa carrière militaire en qualité de premier colonel de l'empereur Ferdinand II et participe activement à la Guerre de Trente Ans. Fidèle à sa foi catholique, il soutient les Habsbourg. Le château de Hechingen, fief catholique stratégique entouré de voisins protestants, est assiégé par les Suédois et  les Wurtemburgeois. Le château est repris par les armées impériales en 1635. Les Autrichiens l'occupent jusqu'en 1798, moyennant le paiement d'une rente annuelle de 5 000 florins.

### Mariage et descendance
Eitel-Frédéric II de Hohenzollern-Hechingen épouse à Bautershen le 19 mars 1630 Marie-Elisabeth comtesse von Berg (Stevensweert janvier 1613 - Berg-op-Zoom 29 octobre 1671), fille de Henri de Bergh, comte von Berg et de Marguerite de Witthem.
Deux enfants sont nés de cette union :
- Un fils né et mort à Hedel le 8 avril 1632
- Françoise de Hohenzollern-Hechingen (1642 - Berg-op-Zoom 17 octobre 1698),laquelle épouse à Berg-op-Zoom en mai 1662 Frédéric-Maurice de la Tour, Comte d'Auvergne (1642-1707) auquel elle donne treize enfants.

Mort sans postérité masculine survivante, c'est son frère cadet Philippe Christophe Frédéric de Hohenzollern-Hechingen qui lui succède.

## Généalogie
Etiel-Frédéric II de Hohenzollern-Hechingen appartient à la quatrième branche (lignée Hohenzollern-Hechingen) issue de la première branche de la Maison de Hohenzollern. Cette quatrième lignée appartient à la branche souabe de la dynastie de Hohenzollern, cette lignée s'éteint en 1869 à la mort de Constantin de Hohenzollern-Hechingen.